# Zyginama blanda
Zyginama blanda är en insektsart som först beskrevs av Knull och Auten 1938.  Zyginama blanda ingår i släktet Zyginama och familjen dvärgstritar. Inga underarter finns listade i Catalogue of Life.